# Francis Kirwa

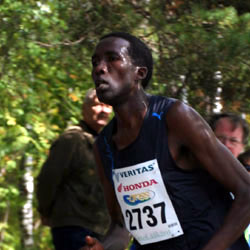
Francis Kirwa

Francis Kirwa (Francis Chepsiror Kirwa; * 28. November 1974 in Tebeson, Rift Valley) ist ein finnischer Langstreckenläufer kenianischer Herkunft, der sich auf den Marathon spezialisiert hat.
2001 siegte er beim Lidingöloppet über 30 km und 2002 beim Alsterlauf über 10 km. 2005 wechselte er auf die 42,195-km-Distanz und wurde beim Hamburg-Marathon Zehnter in 2:16:08 h. Kurz danach erhielt er die finnische Staatsbürgerschaft und wurde nationaler Meister im 5000-Meter-Lauf. Für seine neue Heimat startend belegte er im selben Jahr beim Marathon der Leichtathletik-Weltmeisterschaften in Helsinki den 39. Platz. Im Jahr darauf kam er auf Platz 28 bei den Leichtathletik-Europameisterschaften in Göteborg. 
2008 siegte er mit seiner persönlichen Bestzeit von 2:11:01 h bei der Maratona di Sant’Antonio und qualifizierte sich damit für die Olympischen Spiele in Peking, bei denen er auf Rang 17 kam.
Francis Kirwa ist 182 cm groß und wiegt 60 kg. Er stammt aus dem kenianischen Volk der Kalendjin. Seit 2002 lebt er in Lahti. Er startet für den Verein Lahden Ahkera und wird von Timo Vuorimaa trainiert.